# 邓克和伊戈的故事
邓克和伊戈的故事（英語：Tales of Dunk and Egg）是美国作家乔治·R·R·马丁所写的一系列描写“高个”邓肯爵士（本名“邓克”）和他的侍从伊耿·坦格利安王子（小名“伊戈”，后来成为七大王国国王伊耿五世）的短篇小说的合集，小说的时间背景设定在《冰与火之歌》的90年前。
乔治·R·R·马丁透露“邓克和伊戈的故事”一共会有9部中篇小说。
“邓克和伊戈的故事”的前3部已经出版，被收录在2014年出版的《七王国的骑士》（A Knight of the Seven Kingdoms）里面。

## 故事的内容
- 《雇佣骑士》（The Hedge Knight），“邓克和伊戈的故事”的第1篇小说，收录于1998年出版的小说集《传奇》（Legends）[2]；
- （The Sworn Sword），“邓克和伊戈的故事”的第2篇小说，收录于2003年出版的小说集《传奇2》（Legends II）；
- 《神秘骑士》（The Mystery Knight），“邓克和伊戈的故事”的第3篇小说，收录于2010年出版的奇幻小说集《战士》（Warriors）；
- 《临冬城的母狼》（The She-Wolves of Winterfell），计划中的“邓克和伊戈的故事”的第4个中篇小说；
- 《乡村英雄》（The Village Hero），计划中的“邓克和伊戈的故事”的第5个中篇小说[3]；
- 《雇佣武士》（The Sellsword），计划中的“邓克和伊戈的故事”的第6个中篇小说；
- 《代理骑士》（The Champion），计划中的“邓克和伊戈的故事”的第7个中篇小说；
- 《御林铁卫》（The Kingsguard），计划中的“邓克和伊戈的故事”的第8个中篇小说；
- 《铁卫队长》（The Lord Commander），计划中的“邓克和伊戈的故事”的第9个中篇小说。

## 计划写作进度
乔治·R·R·马丁表示，他希望写一系列这样的故事（根据不同的采访，从6部到12部不等），涵盖“高个”邓肯爵士（本名“邓克”）和他的侍从伊耿·坦格利安王子（小名“伊戈”，后来成为七大王国国王伊耿五世）的整个生命历程。
2011年，他谈到正在创作第4部中篇小说，最初计划将其收录于选集《危险的女人》中。一年后，这本小说和之前出版的三部将由班塔姆光谱出版社在美国以小说合集的形式出版。
“邓克和伊戈的故事”的第4部中篇小说的暂定名为《临冬城的母狼》，截至2013年底，该故事的创作已被推迟，以便马丁完成《凛冬的寒风》。
2014年4月，马丁还宣布，他已粗略地构思了另一部“邓克和伊戈”故事，暂定名为《乡村英雄》，故事背景设定在河间地。他指出，他不确定这两部作品中哪一部会先完成。
2015年，马丁指出，除了《临冬城的母狼》和《乡村英雄》之外，他还为其他几部作品做了笔记，并有相当具体的构思，包括《雇佣武士》、《代理骑士》、《御林铁卫》、《铁卫队长》，计划中的系列总篇数可能多达九部中篇小说。

## 改编
2024年，HBO开始拍摄电视剧《七王国的骑士》，它改编自“邓克和伊戈的故事”的前3部的小说的内容。